# Stomachion

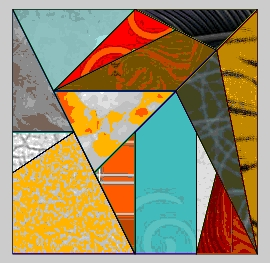

Stomachion, zwany też loculus Archimedius (po łacinie: pudełko Archimedesa) – starogrecka łamigłówka i gra składająca się z 14 elementów, z których należy złożyć kwadrat lub inny, z góry założony kształt. Przypomina bardzo chiński tangram, który jest złożony jednak z tylko 7 elementów.
Człowiekiem, który jako pierwszy obliczył, na ile sposobów można to zrobić, był według legend Archimedes. Tekst Archimedesa został odnaleziony na palimpseście pod modlitwami i był odczytywany na początku XXI wieku oraz poddany konserwacji.
W 2003 roku Bill Cutler podał 536 sposobów ułożenia stomachionu w kwadrat.